# Omnibusbetrieb Saalekreis
Die OBS Omnibusbetrieb Saalekreis GmbH ist ein Unternehmen des öffentlichen Personennahverkehrs (ÖPNV), welches regionalen Linienbusverkehr zwischen Halle und dem einstigen Saalkreis (heute: Saalekreis) bereitstellt. Das Unternehmen entstand 1990 aus dem VEB Kraftverkehr Halle, welcher damals die Überlandbuslinien im Saalkreis (und teilweise darüber hinaus, meist in Kooperation mit anderen Kraftverkehrsbetrieben) sowie den umfangreichen Stadtbusverkehr der damals selbständigen Stadt Halle-Neustadt betrieb.
Das Unternehmen ist eine Tochtergesellschaft der Vetter Verkehrsbetriebe.

## Liniennetz
Stand: 10. Dezember 2023
| Linie | Endpunkte                        | Verlauf                                            |         |
| ----- | -------------------------------- | -------------------------------------------------- | ------- |
| 190   | Landsberg ↔ Leipzig-Möckern      | Sietzsch – Wiedemar – Glesien – Radefeld           | PlusBus |
| 300   | Frößnitz ↔ Mösthinsdorf          | Petersberg – Drobitz – Kütten – Werderthau         |         |
| 301   | Halle ↔ Schlettau                | Sennewitz – Petersberg – Plötz – Löbejün           | TaktBus |
| 302   | Halle-Trotha ↔ Teicha            | Sennewitz – Gutenberg                              |         |
| 303   | Frößnitz ↔ Krosigk               | Wallwitz – Trebitz – Sylbitz – Priester            | RufBus  |
| 304   | Sennewitz ↔ Wettin               | Teicha – Gutenberg – Sennewitz – Morl – Brachwitz  |         |
| 305   | Rumpin ↔ Höhnstedt               | Beesenstedt – Schwittersdorf – Schochwitz          |         |
| 306   | Salzmünde ↔ Friedeburg           | Schwittersdorf – Beesenstedt – Johannashall        |         |
| 307   | Lieskau ↔ Zaschwitz              | Schiepzig – Salzmünde – Köllme                     |         |
| 308   | Lieskau ↔ Höhnstedt              | Salzmünde – Benkendorf – Köllme                    |         |
| 309   | Halle ↔ Schochwitz               | Bennstedt – Langenbogen – Höhnstedt – Krimpe       | PlusBus |
| 310   | Brachwitz ↔ Nauendorf            | Domnitz – Plötz – Löbejün                          |         |
| 311   | Gutenberg ↔ Wallwitz             | Sennewitz – Teicha – Brachwitz – Morl              |         |
| 312   | Halle ↔ Querfurt                 | Eisdorf – Teutschenthal – Steuden – Obhausen       | PlusBus |
| 313   | Teutschenthal ↔ Benkendorf       | Eisdorf – Zscherben – Angersdorf – Holleben        |         |
| 314   | Halle ↔ Merseburg                | Angersdorf – Holleben – Hohenweiden                |         |
| 315   | Bennstedt ↔ Schiepzig            | Köllme – Müllerdorf – Salzmünde                    |         |
| 316   | Wettin ↔ Ostrau                  | Merbitz – Krosigk – Petersberg                     |         |
| 317   | Halle ↔ Wallwitz                 | Trebitz – Wallwitz – Löbejün – Rothenburg          |         |
| 318   | Langenbogen ↔ Zaschwitz          | Höhnstedt – Boltzenhöhe – Gödewitz                 |         |
| 319   | Werderthau ↔ Wettin              | Mösthinsdorf – Plötz – Schlettau – Löbejün         |         |
| 320   | Halle ↔ Bad Lauchstädt           | Angersdorf – Holleben – Delitz                     | PlusBus |
| 321   | Teutschenthal ↔ Langenbogen      | Köchstedt                                          | RufBus  |
| 322   | Salzmünde ↔ Höhnstedt            | Wils – Schochwitz – Krimpe – Boltzenhöhe           | RufBus  |
| 323   | Mösthinsdorf ↔ Wallwitz          | Plötz – Ostrau – Petersberg – Kaltenmark           |         |
| 324   | Morl ↔ Döblitz                   | Möderau – Brachwitz – Friedrichsschwerz            |         |
| 325   | Wettin ↔ Könnern                 | Deutleben – Rothenburg – Schachtberg – Garsena     |         |
| 326   | Teutschenthal ↔ Merseburg        | Zscherben – Angersdorf – Holleben – Hohenweiden    |         |
| 327   | Bad Lauchstädt ↔ Zscherben       | Teutschenthal – Eisdorf                            |         |
| 328   | Nauendorf ↔ Dornitz              | Domnitz                                            | RufBus  |
| 329   | Priester ↔ Gröbzig               | Nauendorf – Löbejün – Schlettau                    |         |
| 330   | Halle ↔ Löbejün                  | Morl – Gimritz – Wettin – Neutz – Nauendorf        | PlusBus |
| 341   | Halle-Büschdorf ↔ Queis          | Industriepark Star Park – Kockwitz                 |         |
| 344   | Halle ↔ Landsberg                | Landsberg Gewerbegebiet                            |         |
| 345   | Halle ↔ Landsberg                | Halle-Center Peißen – Hohenthurm – Gütz            | PlusBus |
| 346   | Landsberg ↔ Dammendorf           | Gütz – Wölls-Petersdorf – Spickendorf              |         |
| 348   | Niemberg ↔ Eismannsdorf          |                                                    | RufBus  |
| 349   | Landsberg ↔ Reußen               | Reinsdorf                                          | RufBus  |
| 350   | Halle ↔ Zörbig                   | Oppin – Brachstedt – Rieda – Spören                | PlusBus |
| 351   | Halle ↔ Hohenthurm               | Industriepark Star Park – Queis – Zwebendorf       |         |
| 352   | Landsberg ↔ Braschwitz           | Reußen – Hohenthurm                                |         |
| 353   | Halle-Center Peißen ↔ Dammendorf | Braschwitz – Plößnitz – Oppin Flugplatz – Niemberg | TaktBus |
| 354   | Halle ↔ Maschwitz                |                                                    | RufBus  |
| 355   | Landsberg ↔ Dieskau              | Gollma – Sietzsch – Queis – Osmünde – Gröbers      |         |
| 356   | Landsberg ↔ Ostrau               | Niemberg – Eismannsdorf – Hohen – Wurp             |         |
| 357   | Dammendorf ↔ Niemberg            | Schwerz                                            |         |
| 358   | Halle ↔ Döllnitz                 | Zwintschöna – Dieskau                              | PlusBus |
| 359   | Gröbers ↔ Gottenz                | Benndorf – Schwoitsch – Gröbers Gewerbegebiet      |         |
| 360   | Halle ↔ Günthersdorf             | Naundorf – Osmünde – Gröbers – Großkugel           |         |
| 361   | Beuditz ↔ Raßnitz                | Großkugel – Gröbers                                |         |
| 362   | Gröbers ↔ Dölbau                 | Schwoitsch – Gottenz – Zwintschöna – Naundorf      |         |
| 363   | Landsberg ↔ Maschwitz            | Niemberg – Oppin                                   |         |
| 364   | Gröbers ↔ Kleinkugel             | Dieskau                                            | RufBus  |
| 380   | Halle ↔ Müllerdorf               | Lieskau – Schiepzig – Salzmünde – Köllme           | PlusBus |
| 381   | Halle ↔ Lieskau                  | Halle-Neustadt – Halle-Nietleben – Halle-Dölau     |         |
| 382   | Halle-Dölau ↔ Lieskau Waldheil   | Lieskau                                            | RufBus  |
| 385   | Salzmünde ↔ Bennstedt            | Köllme                                             | RufBus  |
| 387   | Salzmünde ↔ Zaschwitz Fähre      | Pfützthal – Gödewitz – Trebitz                     | RufBus  |

### PlusBus
Seit dem Start der S-Bahn Mitteldeutschland wurden die Linien 190, 309, 312, 320, 330, 345, 350, 358 und 380 in den letzten Jahren zum PlusBus aufgewertet. Gleichzeitig die Linien 301 und 353 zum TaktBus.
Die Linien 320 (Halle ↔ Holleben ↔ Bad Lauchstädt), 330 (Halle ↔ Wettin ↔ Löbejün), 350 (Halle ↔ Brachstedt ↔ Zörbig) und 380 (Halle ↔ Salzmünde ↔ Müllerdorf) verkehren zudem im Bahn-Bus-Landesnetz Sachsen-Anhalt.

## Mitteldeutscher Verkehrsverbund
Die OBS Omnibusbetrieb Saalekreis GmbH ist seit 2001 Mitglied im Mitteldeutschen Verkehrsverbund, sodass der Tarif flächendeckend angewendet wird.

## Fuhrpark

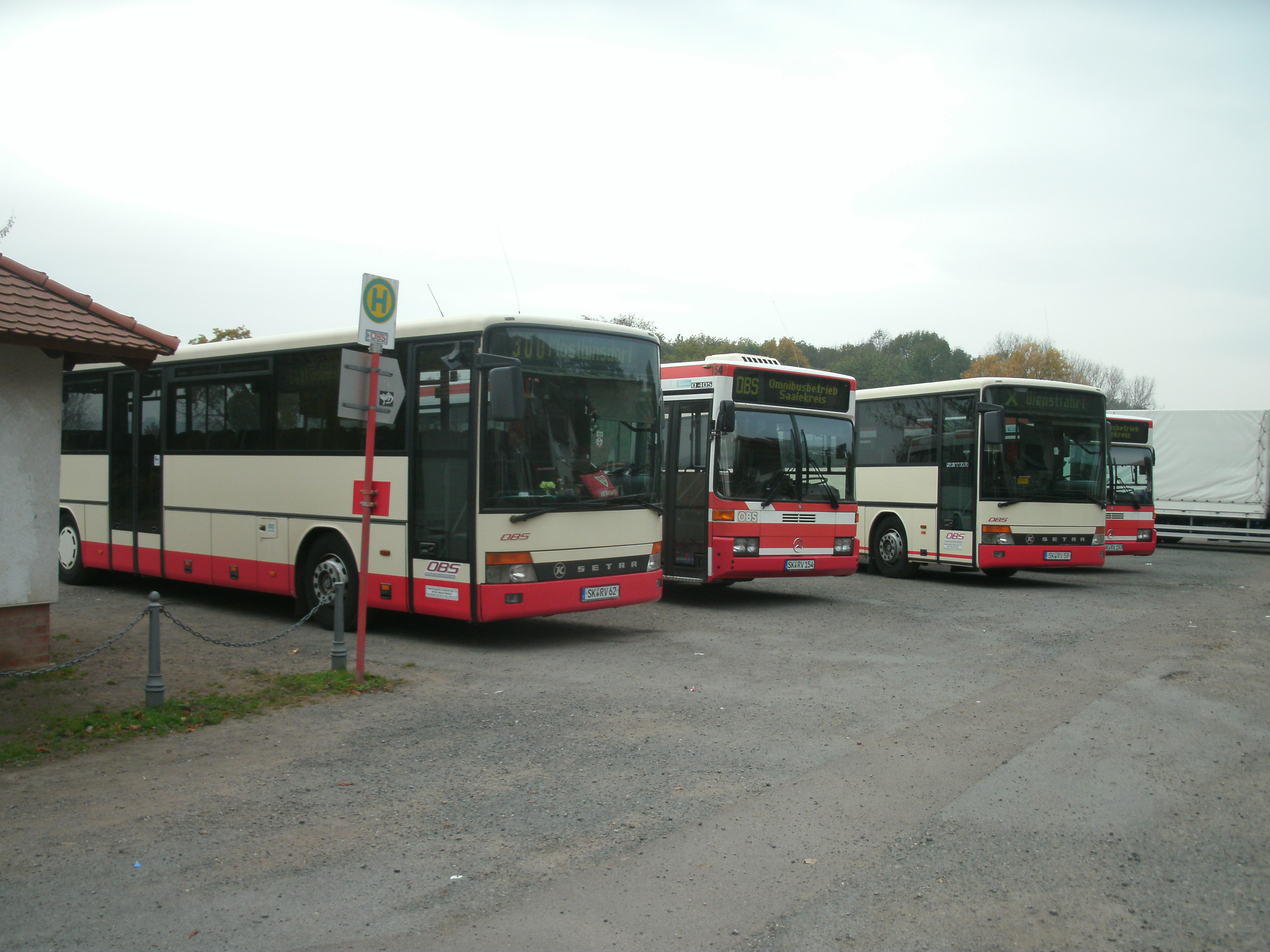
Linienbusse des OBS in Wettin

Den größten Bestandteil des Fuhrparks wird mit Fahrzeugen des tschechischen Herstellers SOR gestellt. Darüber hinaus besteht der Fuhrpark aus Irisbus/Iveco Crossway (LE) und nur noch wenigen Fahrzeugen der Marke Mercedes-Benz Citaro.

## Außenabstellungen
Neben dem Betriebshof in der Kaolinstraße, Halle gibt es zahlreiche Außenabstellungen im Saalekreis, so unter anderem: Bad Lauchstädt, Beesenstedt, Brachwitz, Dieskau, Döblitz, Dornstedt, Höhnstedt, Löbejün, Niemberg, Osmünde, Räther, Sennewitz, Trebnitz und Wettin.
  Eisenbahn:
Abellio |
DB Regio |
Döllnitzbahn |
Erfurter Bahn |
Transdev Regio Ost
 Bus:
Hallesche Verkehrs-AG |
Leipziger Verkehrsbetriebe |
Nordsachsen Mobil |
Omnibusbetrieb Saalekreis |
Personenverkehrsgesellschaft Burgenlandkreis |
Personennahverkehrsgesellschaft Merseburg-Querfurt |
Regionalbus Leipzig |
THÜSAC Personennahverkehrsgesellschaft
 Straßenbahn:
Hallesche Verkehrs-AG |
Naumburger Straßenbahn |
Leipziger Verkehrsbetriebe